# Corynorhinus mexicanus
Corynorhinus mexicanus är en fladdermusart som först beskrevs av Glover Morrill Allen 1916.  Corynorhinus mexicanus ingår i släktet Corynorhinus och familjen läderlappar. IUCN kategoriserar arten globalt som nära hotad. Inga underarter finns listade i Catalogue of Life.
Arten blir med svans 90 till 103 mm lång, svanslängden är 41 till 51 mm och vikten varierar mellan 5,0 och 8,7 g. Fladdermusen har 39 till 45 mm långa underarmar, 9 till 13 mm långa bakfötter och 30 till 36 mm långa öron. De stora öronen är på hjässan sammanlänkade med varandra. Kroppen är täckt av brun päls med olika variationer. Tandformeln är I 2/3 C 1/1 P 2/3 M 3/3, alltså 36 tänder. Jämförd med andra släktmedlemmar har arten en mörkare päls och den avviker dessutom i olika detaljer av skallens konstruktion.
Denna fladdermus förekommer i Mexiko. En population lever i landets centrala och norra delar, en annan på östra Yucatánhalvön och en tredje på ön Cozumel. Arten är vanlig i bergstrakter mellan 1500 och 3200 meter över havet men den hittas även i låglandet. Habitatet utgörs av barr- och ekskogar.
Individerna vilar i grottor och gruvor. Det förekommer flera individer vid viloplatsen men de håller tydligt avstånd från varandra. Som föda antas flygande insekter. Honor har en unge per kull. Individerna byter ibland sovplats mellan grottor som ligger nära varandra men det finns inga längre vandringar. Under årets kalla månader håller Corynorhinus mexicanus vinterdvala.